# Урочище Савранський ліс (Велика Мочулка)
Урочище «Савранський ліс» — ландшафтний заказник місцевого значення. Оголошений відповідно до рішення 34 сесії Вінницької обласної ради 5 скликання від 25.10.2010 р. № 1138. Розташований на схід від с. Велика Мочулка Теплицького району Вінницької області, перебуває у віданні ВОКСЛП «Віноблагроліс». Площа 49,6 га.
Охороняється ділянка природного лісу, де переважають дубово-грабові насадження. 